# 並列シスプレックス

広域分散並列シスプレックス (GDPS) の概略図。

並列シスプレックス（へいれつシスプレックス、英: Parallel Sysplex）は、情報技術において、IBMのメインフレームのクラスタ技術であり、複数のメインフレームが協調して単一システムイメージを実現する。
オペレーティングシステム (OS) としてz/OSあるいはOS/390が使われることが多い。
並列シスプレックスにおいては、データは共有され (結合機構の共有構造の制御下で同一ディスクを使う)、並列コンピューティングにより最大32のメインフレームがワークロードを共有し、高性能計算と高い可用性を実現する。
並列シスプレックスでは、メインフレームの台数に比例して処理性能が向上する。

## 概要
並列シスプレックスの前身は、仮想結合 (Virtual Coupling) である。
仮想結合は、最大12のIBM System/390でジョブを並列に実行することができる技術である。
真の並列シスプレックスは、1994年4月のメインフレームSystem/390の新しいモデルで導入された。
IBMは、並列シスプレックスの技術のさらなる向上と拡張を続けている。
並列シスプレックスの主な構成要素を示す。
- 結合機構 (CF、Coupling Facility) あるいは内部結合機構 (ICF、Internal Coupling Facility) のハードウェア。このハードウェアにより、複数のプロセサがデータアクセスを共有し、キャッシュし、更新し、負荷分散をする。
- シスプレックスタイマあるいはサーバタイムプロトコル (STP) によりクラスタを構成するすべてのコンピュータの時計 (クロック) を同期する。
- 高速処理、高信頼性、ケーブルの冗長性
- ソフトウェア - 並列シスプレックス環境での動作を前提として設計されたオペレーティングシステム (OS) のサービス群と DB2 for z/OS のようなミドルウェア

結合機構は、外部の専用コンピュータ (結合機構としてのみ機能するように特別に設定された System z9 BC のような小規模なメインフレーム) としての結合機構 (CF)、あるいは内部結合機構 (ICF) として設定されたメインフレーム自体に搭載されたプロセサ、のいずれかである。
外部の結合機構 (CF) を使う場合と、それとも内部結合機構 (ICF) を使う場合には、それぞれ若干の技術面の長所と短所がある。
不必要な出費をすることなく非常に高水準な可用性を実現したい場合は、IBMは、1つの結合機構 (CF) と1つの内部結合機構 (ICF) の組み合わせを薦めることが多い。
ただし、z/OS 1.8 以降と内部結合機構 (ICF) のみの実装の組み合わせは、うまく稼動する。
並列シスプレックスの最小構成は、冗長性のため、2つの結合機構 (CF) あるいは2つの内部結合機構 (ICF) あるいは1つの結合機構と1つの内部結合機構の組み合わせを、必要とする。
並列シスプレックスに参加するメインフレームのすべてが、必ずしも、内部結合機構 (ICF) あるいは外部に付属する結合機構 (CF) を要するわけではない。
—
メインフレームは、ケーブルをとおして外部の結合機構 (CF) あるいは内部結合機構 (ICF) に接続さえしていればよい。
サーバタイムプロトコル (STP) は、2005年はじめの新しいメインフレームのモデルからシスプレックスタイマを置き換えた。
シスプレックスタイマはメインフレーム群を物理的に分割するのに対して、サーバタイムプロトコル (STP) は、メインフレーム自身の内部にある完全な機能である。
サーバタイムプロトコル (STP) と内部結合機構 (ICF) を使うと、2台のメインフレームとケーブル接続だけで、完全な並列シスプレックスの構成が可能となる。
さらに、1台のメインフレームは内部に完全な物理的な1つの並列シスプレックスと同等なものをもつことができる。
そのため、アプリケーションソフトウェアのテストやアプリケーションソフトウェア開発を目的とするだけなら、複数台のメインフレームから構成される並列シスプレックスを調達する技術的必要性はない。
並列シスプレックスでは、もう一つのことが可能になる。
それはオンライン保守である。
例えば、並列シスプレックスでは、継続的なビジネスサービスのために DB2 for z/OS の設定をすることは、可能でありまたよく行われることである。
DB2 for z/OS の全体的なバージョンアップや修正プログラム適用を、DB2が稼動していて利用者にサービスを提供している間に、行うことができる。